# Лев Прхала
Прхала Лев (чеськ. Lev Prchala, нар. 1892, Острава — пом. 1966, Фельдбах, Австрія) — генерал чехо-словацької армії, чеський політ. діяч.

## Життєпис

### Ранні роки
Народився 23 березня 1892 року в Шлезькій Остраві (Моравія) в родині шахтаря. У 1914 році закінчив 4 курси юридичного факультету Віденського університету. У 1912—1913 роках навчався в піхотному училищі у Терсті, по закінченні якого добровольцем поступив на військову службу в австро-угорську армію у 32-й піхотний полк. Під час Першої світової війни до 12 березня 1915 року командував чотою (взводом) на східному фронті. 19 червня 1916-го потрапив у російський полон, де перебував до 15 червня 1917 року. З 6 серпня по 15 вересня 1917 року перебував у Борисполі поблизу Києва на військовому зборі чехословацьких легіонів, організовуваних при російській армії.

### Громадянська війна в Росії
Навесні 1918 року разом із чехословацьким з'єднанням переїхав на Далекий Схід. Перебуваючи у Владивостоці, очолив 8-й чехословацький стрілецький полк, воював проти більшовиків у Сибіру, а згодом виконував функції командувача уральського та бенгенського фронтів білогвардійських військ. У лютому 1919 року став командиром 3-ї чехословацької стрілецької дивізії. У тому ж році був обраний делегатом Верховного командування білогвардійських військ у Сибіру. Перебування Льва Прхали при командуванні білогвардійських військ у Сибіру та участь у війні проти більшовиків під час громадянської війни в Росії визначили в майбутньому його стійку антирадянську позицію і водночас москвофільські погляди білого спрямування. 14 серпня 1920 року у зв'язку з поразкою білогвардійських військових сил на Далекому Сході та наступом більшовиків Лев Прхала припинив свої повноваження та емігрував у Францію.

### Міжвоєнний час
У 1923 році повернувся до Чехословаччини. У 1923—1925 роках був командиром 1-ї гірської бригади на території Словаччини. У 1925 році підвищений у званні до бригадного генерала. Командував на цій посаді 12-ю піхотною дивізією на території Закарпаття з центром в Ужгороді. Під час свого перебування на Закарпатті він встановив контакти з лідерами підкарпатських русофілів і сприяв їм у їхній політичній діяльності на противагу українофільській течії, в якій бачив прояв сепаратизму та загрозу для територіальної цілісності Чехословацької республіки. У 1928 році був підвищений у званні до дивізійного генерала, з 1933-го — генерал армії.
Після Мюнхенської змови 29—30 вересня 1938 року та подальшої федералізації Чехословаччини з 16 грудня 1938-го по 15 березня 1939 року виконував обов'язки командувача 3-ї чехословацької армії на території Карпатської України та Словаччини з центром у Братиславі. Виступав проти капітулянської політики чехословацької політичної еліти та відстоював перед президентом Бенешем позицію чехословацького військового істеблішменту відносно готовності збройних сил до відсічі німецькому вторгненню на територію країни. Прхала категорично не сприймав процесу федералізації республіки і виступав проти надання автономних прав Словаччині та Карпатській Україні, розглядаючи утворення автономних країв як крок до остаточного розпаду Чехо-Словаччини, і тому намагався жорсткими методами та військовою силою протистояти центробіжним тенденціям.

### Карпатська Україна
1939 року президент Чехо-Словаччини призначив його членом уряду Карпатської України, проти чого протестували українці. 6 березня 1939 року під час реорганізації уряду Карпатської України президент Чехо-Словаччини Еміл Гаха перепризначив Лева Прхалу на посаду міністра внутрішніх справ, фінансів та комунікацій в уряді Волошина. У період 6–14 березня 1939 року генерал Прхала одночасно виконував обов'язки військового губернатора Словаччини.
Особливе занепокоєння у Прхали викликала діяльність на території Карпатської України мілітарної організації «Карпатська Січ», яка домагалась вирішення питання з озброєнням та перетворенням КС на справжню регулярну армію Карпатської України, що могло спричинити прецедент існування двох паралельних військових формацій та ставило під сумнів перебування чехословацьких військ на території автономного краю. 13 березня 1939 року солдати Карпатської Січі за наказом прем'єр-міністра Августина Волошина здобули зброю на складі чехо-словацької жандармерії в Хусті (41 гвинтівка та 90 пістолетів з амуніцією). Невдовзі до коменданта Карпатської Січі зателефонували чеські офіцери з вимогою повернути її назад. Комендант січовиків категорично відмовився, пославшись на дозвіл Волошина. У відповідь генерал Прхала наказав підрозділам 45-го полку, насильно відібрати її.
14 березня 1939 р. керував нападом чехо-словацького війська на Карпатську Січ у Хусті, при якому загинуло кількадесят українців. За різними даними, у боях із чеськими військами в Хусті в ніч з 13 на 14 березня 1939 року загинуло від 40 до 150 вояків Карпатської Січі і близько 50 осіб отримали поранення. Втрати чехів становили від 7 до 20 вояків і жандармів.

### Друга Світова війна
Втік із Карпатської України до Варшави, де потрапив до чеського легіону. При відступі поляків у вересні 1939 року через Галицьке Поділля, військовий підрозділ, до якого входив генерал, був роззброєний бійцями ОУН і забраний підрозділом Червоної армії, що в цей час надійшов. Більшість вояків чехословацької формації було інтерновано радянськими військовими чинниками, а генерал Л. Прхала емігрував до Румунії та Франції.
На еміграції у Лондоні був одним із небагатьох чехо-словацьких політиків, які не співпрацювали з президентом Е. Бенешем з уваги на його прорадянську політику після 1943 року.

### Післявоєнний час
У 1950—1960-х pp. був у тісних зв'язках з українськими колами АБН. Помер 11 червня 1963 року у Фельбасі (Австрія).